# Arracacia equatorialis
Arracacia equatorialis är en flockblommig växtart som beskrevs av Lincoln Constance. Arracacia equatorialis ingår i släktet Arracacia och familjen flockblommiga växter. Inga underarter finns listade i Catalogue of Life.